# Clarkson plc
Clarkson plc er en britisk shippingvirksomhed med hovedkvarter i London. Deres primære forretningsområde er shipbroking. Virksomheden blev etableret af Horace Anderton Clarkson i London i 1852.
Clarkson er inddelt i fire områder: Formidling, finansiering, support og forskning.